# Gasometer Schöneberg
Der Gasometer Schöneberg war ein 1913 in Betrieb genommener und 1995 stillgelegter Niedrigdruck-Gasbehälter auf dem ehemaligen Gelände der GASAG in Berlin-Schöneberg. Nach der Stilllegung erfolgte der Rückbau. Nur das Behältergerüst blieb erhalten. Das unter Denkmalschutz stehende und 78 Meter hohe Bauwerk gilt als Landmarke und markantes Wahrzeichen Schönebergs auf dem EUREF-Campus im Stadtquartier Rote Insel.

## Eigenschaften
Der Schöneberger Gasometer gehörte zum Typus der Teleskopgasbehälter, er speicherte das Stadtgas in einer ausfahrbaren Glocke, die aus mehreren teleskopartig ineinandergeschachtelten Stahlelementen, sogenannten „Wassertassen“, bestand und in ein Wasserbassin eingelassen war. So konnte der Gasbehälter mit seiner maximalen Speicherkapazität 160.000 m³ Gas speichern, das für den Haushaltsgebrauch und die Straßenbeleuchtung genutzt wurde. Das erhaltene eiserne Gerüst hat eine Höhe von 78 m und ist zu Wartungszwecken rundherum begehbar. Die verschiedenen Gerüstringe sind über steile fest montierte Leitern erreichbar.

## Geschichte

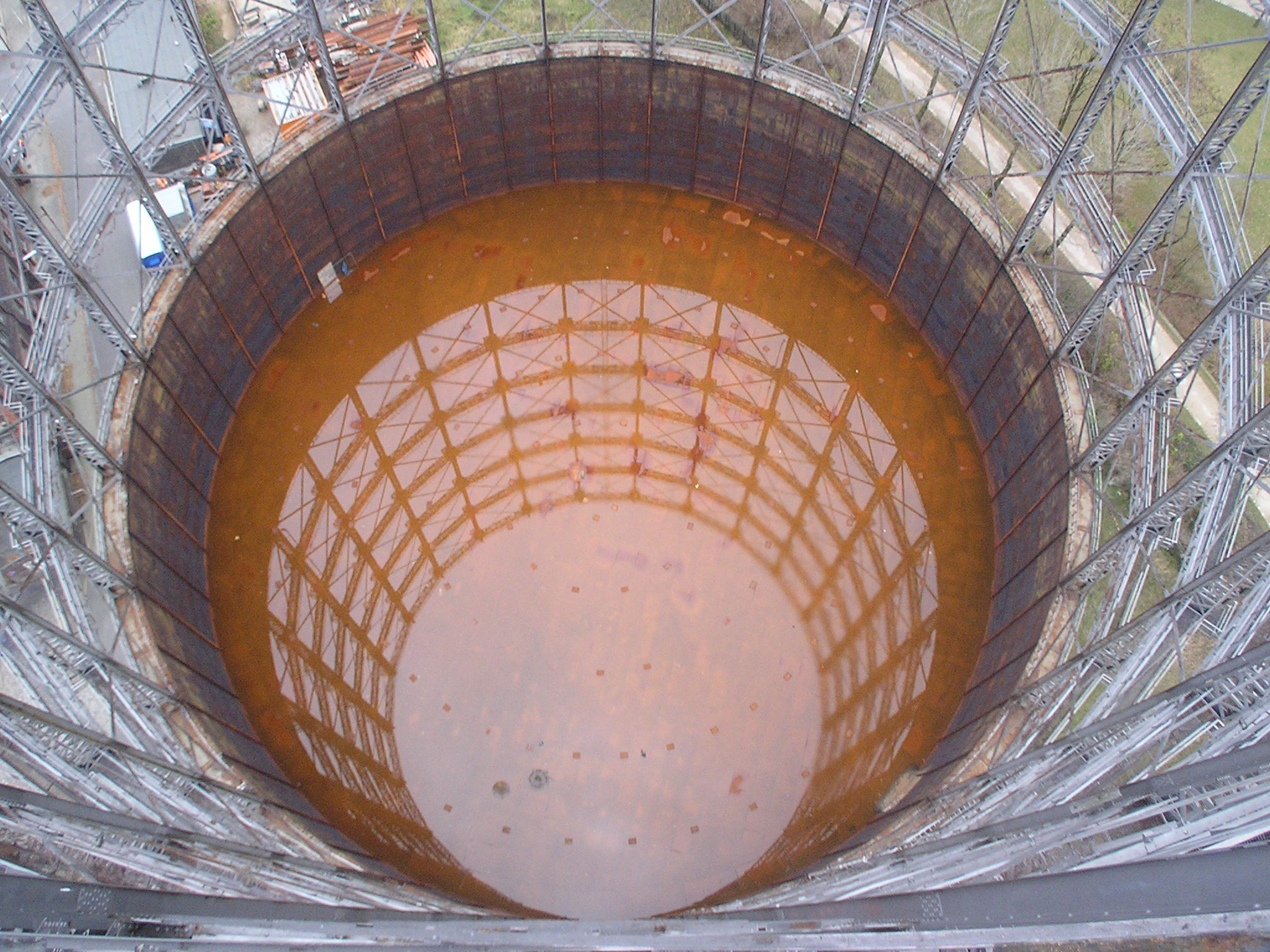
Blick vom Stahlgerüst in den ehemaligen Gasometer

Der Gasometer Schöneberg wurde von der Berlin-Anhaltischen Maschinenbau AG (BAMAG) als Ingenieurbau zwischen 1908 und 1910 errichtet und war zu dieser Zeit mit seinem Füllvolumen einer der drei größten Gasbehälter Europas. Bei der Errichtung kam es am 19. August 1909 zu einem schweren Unglück, als ein 85 Meter hoher Montagemast durch die von vorbeifahrenden Zügen verursachten Erschütterungen einknickte, das Behältergerüst durchschlug und auf die Gleise der Ringbahn stürzte. Hierdurch und durch Genehmigungsprobleme und Proteste der Anwohner verzögerte sich die Inbetriebnahme bis 1913. Die letzte Niete, die die beteiligten Handwerker damals einschlugen, soll mündlichen Überlieferungen nach aus purem Gold sein. Ursprünglich war geplant, den Gasometer im heutigen Wagnerviertel in Friedenau zu errichten, was bei der Bevölkerung der seinerzeit neu entstandenen Landhauskolonie auf großen Widerstand stieß.
Auf dem Gelände der Schöneberger Gasanstalt entstanden drei weitere (aber kleinere) Gasbehälter. Zudem gab es ein Verwaltungsgebäude auf dem Gelände und kleine Steinbauten zu Betriebsbauten und zu Lagerzwecken.
Der Maler Lyonel Feininger hat das Wahrzeichen der Roten Insel im Bild festgehalten. Das Bild Gasometer in Berlin-Schöneberg entstand wahrscheinlich im Herbst 1912 und ist stark vom Futurismus beeinflusst.
Der Teleskopgasbehälter wurde 1994 zusammen mit anderen Bauten auf dem Gelände, unter anderem dem vom Berliner Architekten Alfred Messel entworfenen Retortenhaus und Kesselhaus, unter Denkmalschutz gestellt und 1995 außer Betrieb genommen. Seit 2011 wird die Stahlkonstruktion regelmäßig überprüft und instand gesetzt. Insbesondere das erst nach 1945 aus minderwertigem Stahl angebrachte Führungsgerüst des Teleskopbehälters ist stark von Rost befallen. Mittlerweile ist geplant, die Sanierung des Gasometers zeitgleich mit dessen Ausbau ab 2021 durchzuführen.<--!ist ja wohl passé---> Am 1. Juni 2024 wurde der neue Büroturm eröffnet.

## Neue Nutzung

### Bebauungs- und Umgestaltungspläne

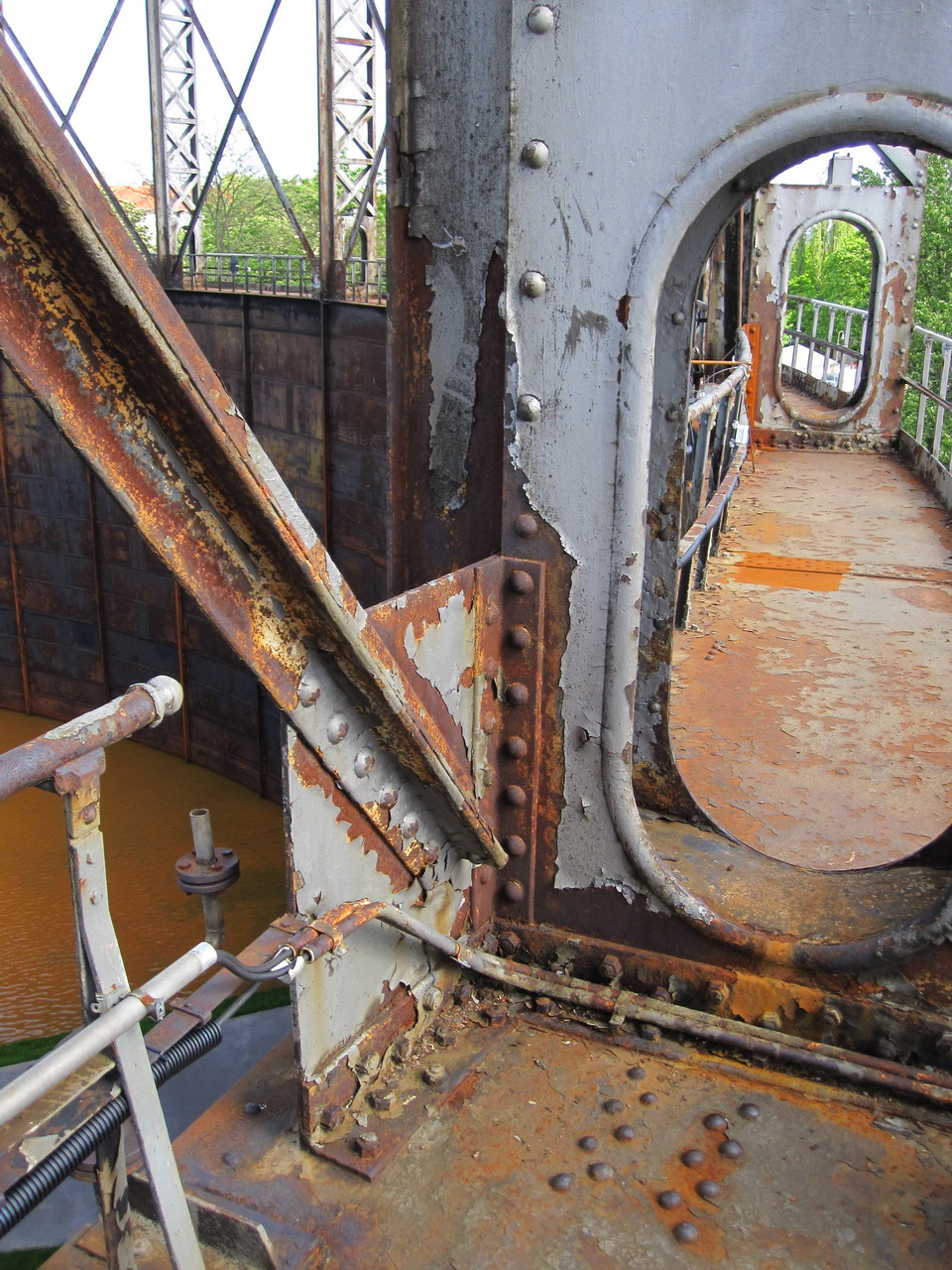
Korrosionsschäden am Führungsgerüst, 2010

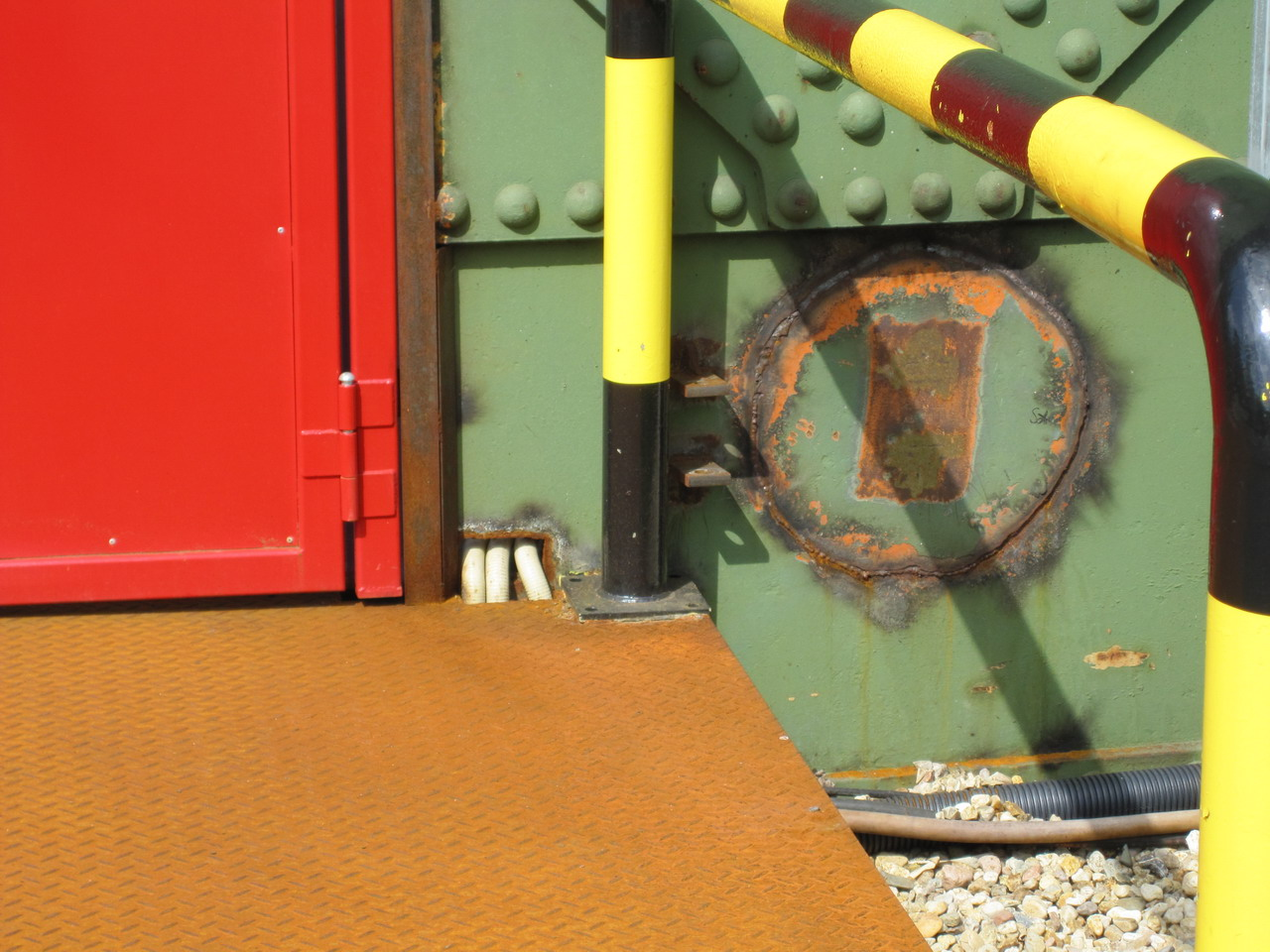
Umbauten am Wasserbehälter

Im Februar 2007 erwarb das private Projektentwicklungsunternehmen denkmal+plus (Investor Reinhard Müller) das GASAG-Gelände zusammen mit dem Industriedenkmal und stellte Ende Mai 2007 eine Projektskizze zur Umgestaltung des Areals und zur Nutzung des Gasometers vor. Die Skizze sieht vor, im Inneren des Gasometers ein Gebäude mit Büros zu errichten, inklusive einer öffentlich zugänglichen Skylounge auf dem Dach. Auf dem umgebenden Grundstück sind neben den denkmalgeschützten Altbauten, die saniert wurden, zahlreiche Neubauten entstanden. Das oberste Feld des Führungsgerüstes des Gasometers sollte frei sichtbar bleiben. Nach dem Bekanntwerden dieser Projektidee gründete sich die BI Gasometer, um mehr Einfluss auf die Planungen nehmen zu können.
Das Areal der früheren GASAG wurde mit Videokameras ausgestattet und Zäunen sowie abschließbaren Toren umgeben, die vor Vandalismus und Diebstahl schützen sollen. Der Zutritt zum Gelände ist außerhalb der Geschäftszeiten nur nach Anmeldung möglich.

### Werbeflächen, öffentliche Führungen
Anfang September 2008 wurde Europas größte LED-Werbewand am Gasometer angebracht, die bei Dunkelheit Werbebilder und -videos ausstrahlte. Der Erlös hieraus sollte teilweise in die Renovierung des Gasometers fließen. Ende 2011 wurde die Leuchtwerbung nach Anwohnerprotesten außer Betrieb genommen und im Frühjahr 2012 abgebaut. Ein nennenswerter Beitrag für die Sanierung des Gasometers wurde damit nicht erzielt.
Von 2009 bis November 2020 wurden Führungen für Besucher auf den Gasometer angeboten.

### Zwischennutzungen

Veranstaltung in der Bundestagsarena im Gasometer Schöneberg

Auf der Grundfläche inmitten des Gasometers stand seit August 2009 die Bundestagsarena, ein der Reichstagskuppel nachempfundener Fliegender Bau als Veranstaltungsraum. Die Kuppel war von Wasser umgeben, CO2-neutral beheizbar und konnte innen farbig erleuchtet werden.
Die Kuppel diente für Veranstaltungen unterschiedlicher Art. Vom 11. September 2011 bis zum 29. November 2015 wurde in der Veranstaltungskuppel von Günther Jauch der gleichnamige Polit-Talk im Ersten geführt.

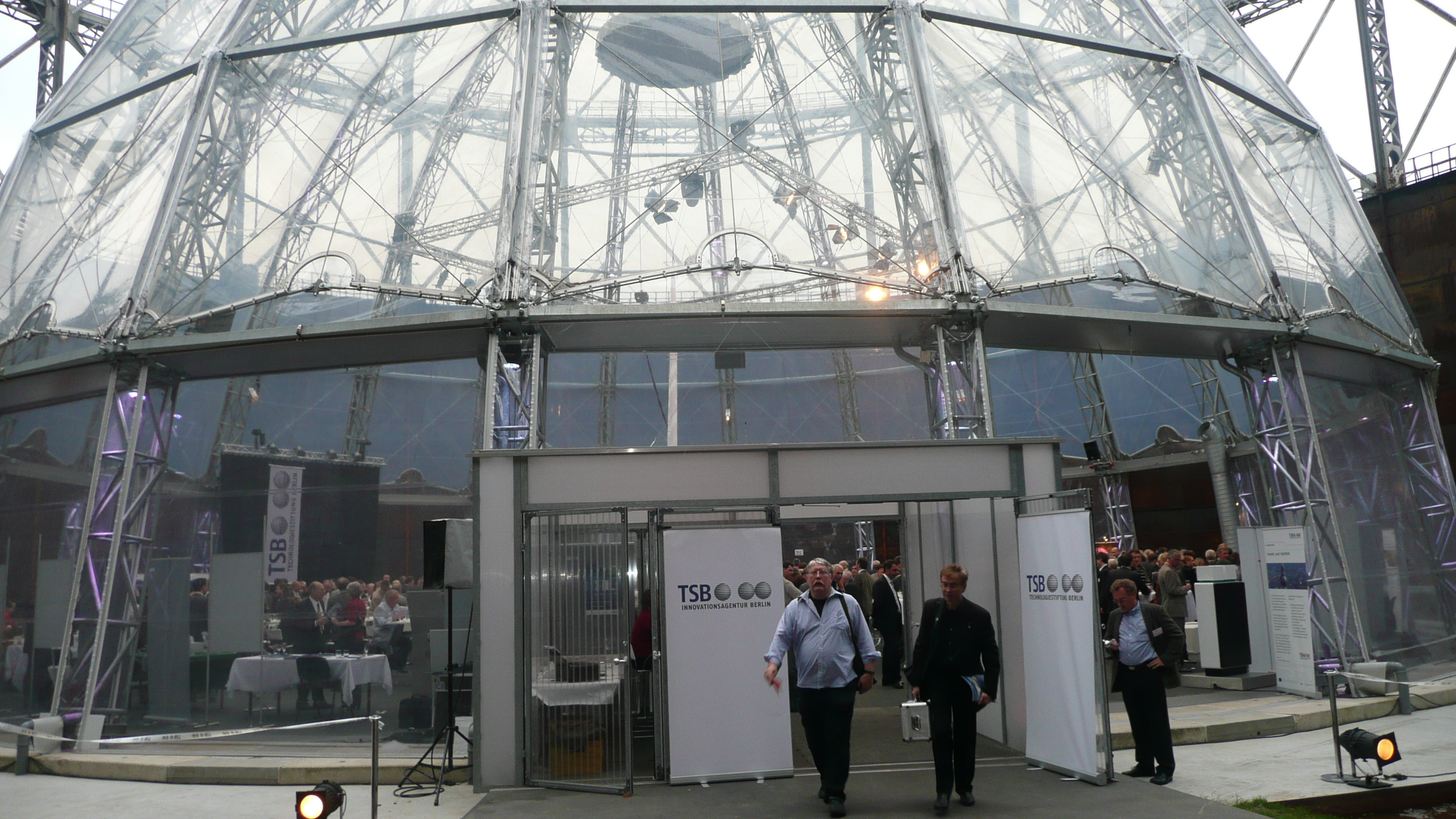
Jahresempfang der Technologiestiftung Berlin, 2010

Das am 14. September 2012 veröffentlichte Musikvideo zu dem Lied Lila Wolken von Marteria, Yasha & Miss Platnum spielt auf der Spitze dieses Gasometers.
Ursprünglich war vorgesehen, auf dem Gelände eine Energie-Universität einzurichten, so dass Forschung und Praxis dicht beieinander wären. Davon wurde aber inzwischen Abstand genommen, doch die Technische Universität Berlin bietet seit dem Wintersemester 2012/13 auf dem TU-Campus EUREF (= Europäisches Energieforum) am Gasometer Berlin-Schöneberg vier disziplinübergreifende Masterstudiengänge rund um den Themenkomplex Stadt und Energie an:
- Energieeffizientes Bauen und Betreiben von Gebäuden (M.Sc.)
- Energieeffiziente urbane Verkehrssysteme (M.Sc.)
- Urbane Versorgungsinfrastrukturen (M.Sc.)
- Energierecht (M.Sc.)

### Intensivere Bebauungspläne
Im März 2020 reichte der Eigentümer einen Bauantrag ein, wonach für ca. 200 Millionen Euro ein Gebäude mit 35.000 m² Bürofläche direkt im Gasometer errichtet und 71 m hoch werden soll. Die Deutsche Bahn erklärte ihre Absicht, bis zu 2000 Mitarbeiter der Sparte Digitale Schiene in diesem neuen DB-Turm unterzubringen. Der Plan sieht vor, über einem Kongresszentrum im unteren Teil zwölf Büroetagen zu errichten.  Die Bezirksverordnetenversammlung Tempelhof-Schöneberg hat Anfang August 2021 unter Abwägung der ökonomischen Interessen, der Denkmalschutzbelange und der Ökologie diesem Plan zugestimmt. Im Dezember 2021 wurde die Baugenehmigung endgültig erteilt. Am 1. Juni 2024 wurde der Gasometer Veranstaltungszentrum für bis zu 2000 Personen eröffnet.

### Nutzung seit 2024
Unterhalb und außerhalb der Büroflächen im Gasometer befindet sich ein Konferenzbereich auf zwei Etagen, unter anderem das Forum mit Platz für bis zu etwa 1000 Personen. Die Sky Lounge und Dachterrasse auf rund 66 m Höhe bieten einen 360°‑Panoramablick über Berlin. Eine öffentliche Besichtigung ist im Rahmen von kostenpflichtigen geführten Touren über die Dachterrasse und Innenbereiche möglich. Seit seiner Umnutzung fungiert der Gasometer nicht mehr als Industriebau, sondern als moderne Bürolocation, Konferenz- und Eventort sowie Landmarke des EUREF-Campus Berlin. Auf dem Campus befinden sich zahlreiche Unternehmen, Forschungseinrichtungen und eine TU-Niederlassung mit Fokus auf Energiewende, Klimaschutz und Mobilität. Betrieb und Vermarktung des Gasometers wird durch die Tochterfirma EUREF-Event GmbH durchgeführt.

## Kritik
Die Pläne, den Gasometer bis zum obersten Feld zu bebauen, stießen bei Anwohnern der Schöneberger Insel und beim Denkmalschutz auf Kritik. Die Bürgerinitiative Gasometer retten!, die aus der früheren Bürgerbewegung BI Gasometer hervorgegangen ist, hatte eine Online-Petition ins Leben gerufen. Der Sprecher der Bürgerinitiative, Johannes Zerger, sah in den damaligen Aktivitäten den Sieg des wirtschaftlichen Denkens über Umweltverträglichkeit. Befürchtet wurde unter anderem, dass die massive Bebauung des Gasometers zu einem gesichtslosen Kiez führen und den angrenzenden Cheruskerpark verschatten würde. Bauplaner nannten die Situation eine Gated Community.

## Infrastruktur für das Gasometer-Gelände
Seit dem 24. Januar 2011 versorgt ein Biogas-Blockheizkraftwerk die Veranstaltungskuppel im Gasometer und ein Nachbargebäude mit Strom und Wärme. Auf dem obersten Ring des Gasometers befindet sich seit 2011 eine Windmessanlage. Sie ist Teil eines intelligenten Stromnetzes des umliegenden Geländes (Micro Smart Grid). Das Netz wird vor Ort mit Strom aus erneuerbaren Energien versorgt.

## Rezeption in Kunst und Literatur

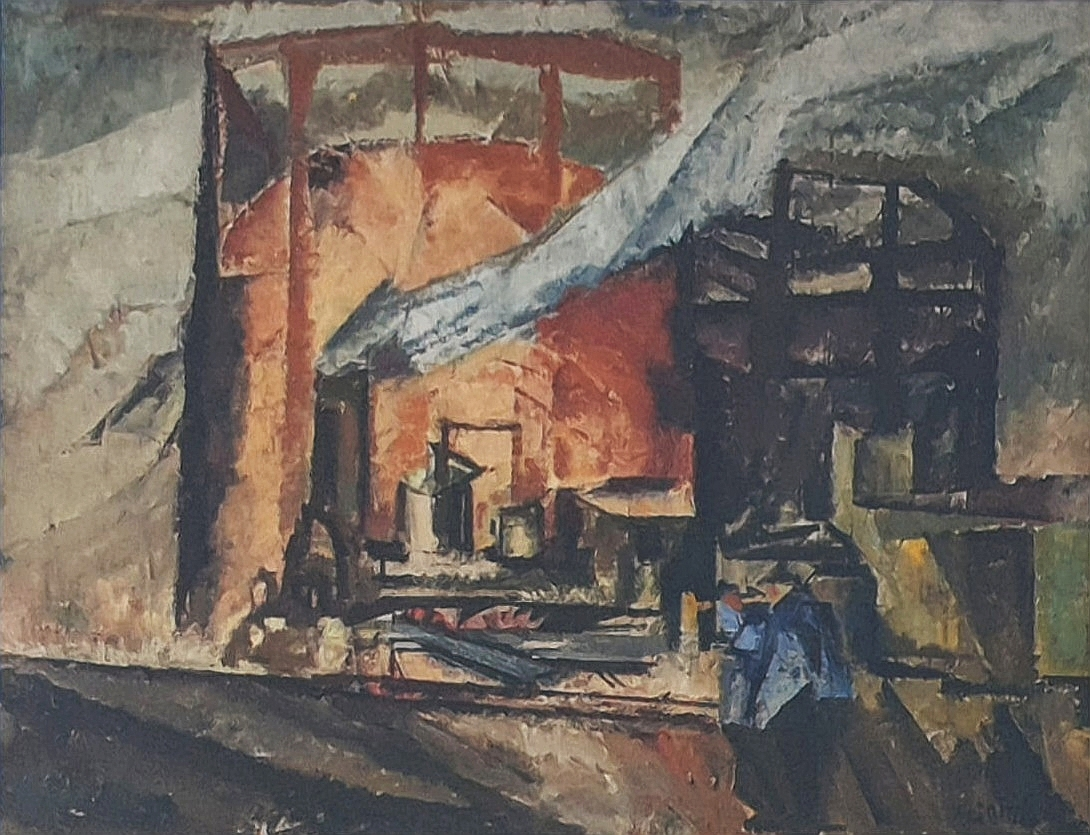
Lyonel Feininger: Gasometer in Berlin-Schöneberg, 1912

Der US-amerikanische Maler Lyonel Feininger hatte von 1887 bis 1937 in Berlin gelebt und unter ⁰0 den Gasometer Schöneberg in flammenden Farben gemalt. Das zwischen 1907 und 1912 entstandene Gemälde zeigt den Stahlbehälter in gelb-orange-roten Farbtönen, davor steht eine kleine Dampflokomotive, die eine Kohlelieferung bringt. Zwei ins Gespräch vertiefte Arbeiter in blauer Kleidung bilden einen deutlichen Farbkontrast zu den warmen Tönen. Das Bild war Bestandteil einer Kunstausstellung im Ephraim-Palais unter dem Motto Berlin in der Malerei, die im Sommer 2018 stattfand.
Im Rahmen der Stadtrauminstallation Goldener Schnitt durch Berlin vergoldete das Künstlerduo p.t.t.red im Juli 1988 eine weit sichtbare Stahlverstrebung in der oberen Galerie des Gasometers.
Im Kriminalroman Goldstein0, dem im Jahr 1931 spielenden dritten Band der Gereon-Rath-Serie von Volker Kutscher, findet der Showdown auf der Kuppel des Gasometers statt.